# Ficus langkokensis
Ficus langkokensis là một loài thực vật có hoa trong họ Moraceae. Loài này được Drake mô tả khoa học đầu tiên năm 1896.